# Aratitiyopea
Aratitiyopea é um género botânico pertencente à família Xyridaceae.